# Walker megye (Alabama)
Walker megye az Amerikai Egyesült Államokban, azon belül Alabama államban található. A Walker megyei Jasper városa volt George Lindsey színész gyermekkori otthona, aki leginkább Goober Pyle-t az Andy Griffith Show-ban nyújtott alakításáról ismert. A megyében született Tom Bevill (1921-2005), egy 15 ciklusú kongresszusi képviselő, aki arról ismert, hogy szövetségi alapokat irányított körzetébe. Townley-ben született, és a Walker County High School-ban érettségizett. A megye adott otthont a Bankhead családnak is, amelyből két amerikai szenátor, a Képviselőház elnöke, az egyik legfontosabb állami levéltáros, valamint a híres Broadway- és filmszínésznő, Tallulah Bankhead született. Carl Elliott kongresszusi képviselő, a honvédelmi oktatásról szóló törvény és más jelentős nyilvános könyvtári és egészségügyi jogszabályok társszerzője szintén Jasperben élt. Az állam északnyugati részén található Walker megyét egy választott öttagú bizottság irányítja, és magában foglalja Jasper, Cordova , Carbon Hill , Sumiton és Dora bejegyzett városait. Megyeszékhelye és legnagyobb városa Jasper. Lakosainak száma 65 342 fő (2020. április 1.). Walker megye Winston, Blount, Cullman, Jefferson, Marion, Fayette és Tuscaloosa megyékkel határos.

## Története
Walker megyét Alabama törvényhozása hozta létre 1823. december 26-án Marion és Tuscaloosa megye egyes részeiből. A végső határokat 1850-ben határozták meg, amikor Walker megye északi részét használták Winston megye létrehozására. Walker megyét John Williams Walker (1783-1823) amerikai szenátorról nevezték el, az első alabamai szenátorról. A megye legkorábbi telepesei Kentuckyból és Tennessee-ből érkeztek Andrew Jackson tábornok Old Federal Roadján keresztül. Más korai telepesek Carolinából és Georgiából érkeztek. Walker megye legkorábbi városai és települései Jasper, Eldridge , Oakman, Parrish és Sipsey voltak. A tizenkilencedik század végére Walker megye városai virágzott a virágzó szén- és faiparnak köszönhetően, amelyet az új vasútvonalak építése segített.
Jasper 1823-ban Walker megye első és egyetlen megyeszékhelye lett. William Jasper őrmester tiszteletére nevezték el. William Jasper, a forradalmi háború hőse volt. Jaspert először 1815-ben alapították. A várost számos bírósági épület szolgálta ki, amelyek mindegyike tűzvész következtében veszett oda. 1932-ben épült fel a jelenlegi bírósági épület, amely azóta számos felújításon, bővítésen esett át.
2011. április 27-én hatalmas vihar sújtotta az Egyesült Államok délkeleti részét, amely számos erős tornádót okozott. Alabamában több mint 250 embert öltek meg, köztük hét embert a Walker megyei Argo (2), Cordova (2), Oakman (1) és Sipsey (2) közösségekben.

## Népesség
A 2020-as népszámlálási becslések szerint Walker megye lakossága 63 802 volt. A válaszadók 89,6 százaléka fehérnek, 6,0 százaléka afroamerikainak, 2,7 százaléka két vagy több rasszúnak, 2,6 százaléka spanyol, 0,4 százaléka ázsiainak és 0,3 százaléka amerikai indiánnak vallotta magát. A megyeszékhely Jasper Walker megye legnagyobb városa, becsült lakossága 13 584. További jelentős lakossági központok: Sumiton, Dora, Cordova, Kansas , Nauvoo és Carbon Hill. A háztartások medián jövedelme 45 833 dollár volt, szemben az állam egészére vonatkozó 52 035 dollárral, az egy főre jutó jövedelem pedig 25 330 dollár volt, szemben az állam egészének 28 934 dollárjával.
A megye népességének változása:
| Lakosok száma | 66 992 | 66 603 | 66 169 | 65 998 | 65 294 | 65 342 |
|               | 2010   | 2011   | 2012   | 2013   | 2015   | 2020   |

## Gazdaság
Walker megye a tizenkilencedik században nagyrészt mezőgazdasági tevékenység volt jellemző  a búza és a kukorica a megye fő növényei voltak. A szén- és faipar különösen fontos volt a helyi gazdaság számára a tizenkilencedik század végén. A Warrior Coal Field Walker megye mögött áll, amely 1900-ra Jefferson megye után a második volt a széntermelésben, és a szén még mindig fontos eleme a gazdaságnak. A huszadik század elején a Black Warrior és a Sipsey folyók mentén zsilipek és gátak sorozata tette lehetővé Walker megye számára, hogy vízenergia felhasználásával növelje ipari gazdaságát. Ezenkívül a Smith-gát a Black Warrior folyó Sipsey Fork-ján több mint 8000 hektárnyi felszíni vizet hozott létre csónakázáshoz, horgászathoz és egyéb vízi tevékenységekhez, ami virágzó szabadidős ipart eredményezett.

## Foglalkoztatás
A 2020-as népszámlálási becslések szerint Walker megyében a munkaerő a következő ipari kategóriák között oszlik meg:
- Oktatási szolgáltatások, valamint egészségügyi és szociális segélyek (21,1 százalék)
- Kiskereskedelem (13,7 százalék)
- Feldolgozóipar (12,6 százalék)
- Művészetek, szórakoztatás, rekreáció, valamint szállás- és étkezési szolgáltatások (8,7 százalék)
- Építőipar (7,0 százalék)
- Szakmai, tudományos, gazdálkodási, valamint adminisztratív és hulladékgazdálkodási szolgáltatások (7,0 százalék)
- Egyéb szolgáltatások, kivéve a közigazgatást (6,3 százalék)
- Szállítás és raktározás, valamint közművek (6,2 százalék)
- Mezőgazdaság, erdőgazdálkodás, halászat és vadászat , valamint kitermelő (5,3 százalék)
- Pénzügy és biztosítás, valamint ingatlan, bérbeadás és lízing (4,4 százalék)
- Közigazgatás (4,2 százalék)
- Nagykereskedelem (2,1 százalék)
- Információ (1,3 százalék)

## Oktatás
A Walker megyei iskolarendszer 23 általános és középiskolát felügyel. A Jasper City Schools hat általános és középiskolát felügyel. A Bevill State Community College, amelynek legnagyobb campusa Sumitonban található, egy nyilvános, kétéves intézmény, amely karrier- és technikai programokat kínál.

## Földrajz
A valamivel több mint 800 négyzetmérföldes Walker megye az állam északnyugati régiójában található. Az Appalache-felföld régió Cumberland-fennsík fiziológiai szakaszának része , és keskeny völgyekből és széles fennsíkokból áll, amelyeket tölgy- és fenyőerdők borítanak. A megyét északon Winston megye, északnyugaton Cullman megye , keleten Blount és Jefferson megye, délnyugaton Tuscaloosa megye, nyugaton pedig Fayette és Marion megye határolja.
Walker megyét a Black Warrior folyó medencéje, valamint a Mulberry és Sipsey Forks lecsapolja. A Black Warrior folyó fő elágazásai – a Sipsey, Mulberry és Locust – a Jefferson-Walker megyevonalnál találkoznak. A folyómeder a Warrior Coal Field, Észak-Amerika legdélibb nagyméretű széntermelő területének hatalmas szénlelőhelyein található. Walker megye nagy részét fenyő- és tölgyesek borítják. A 78-as autópálya Walker megye fő közlekedési útvonalaként szolgál. A Walker megyét Birminghammel összekötő US 78 kelet-nyugati irányban halad át a megye közepén, az Interstate 22 pedig Walker megyét köti össze Jefferson és Marion megyével. A Jasperben található Bevill Field Walker megye egyetlen repülőtere .

## Események és látnivalók
Számos kikapcsolódási lehetőség kínálkozik a Walker megyébe látogatók számára. A William B. Bankhead National Forest kempingezést, horgászatot, túrázást és lovaglást kínál, a Lewis Smith-tó és a Walker County-tó pedig szabadtéri tevékenységeket is kínál. A Lewis Smith Lake az Alabama Power Company víztározója, amelyet 1961-ben hoztak létre a 300 láb magas Lewis Smith-gát megépítésével, amely az Egyesült Államok keleti részének egyik legnagyobb földgátja. A tó 21 000 hektáron 500 mérföldnyi partszakasszal rendelkezik, és több mint 70 halfajnak ad otthont. A szabadidős tevékenységek közé tartozik a horgászat, a csónakázás, a kempingezés és a túrázás. A 160 hektáros Walker County Lake Jasper City határain belül található, és a területen található egy kéthektáros tó gyerekeknek, pavilonok és piknikezőhelyek, valamint csónakbérlés.
Az Alabama Bányászati Múzeum Dorában Walker megye bányászati örökségét mutatja be. A Works Progress Administration által 1935-ben épített edzőteremben található múzeum a tizenkilencedik és a huszadik század eleji történelmi tárgyakat mutatja be. A múzeumban századfordulós vonat és bányakocsik, valamint egyterű iskolaház és századfordulós posta kapott helyet. A Nauvoo-i Nauvoo Depot Múzeum a város eredeti raktárának másolatában található, és a bányászatról, a vasúti utazásról és a helyi iparról szóló kiállításoknak ad otthont.
Jasper Cityben számos történelmi épület található, amelyek közül sok szerepel a történelmi helyek nemzeti nyilvántartásában. A Jasper Downtown Historic District számos, a tizenkilencedik század végi és a huszadik század eleji épülettel rendelkezik, amelyek a neoklasszikus újjászületés és a Queen Anne építészeti stílust képviselik. A Bankhead-ház, amely a Bankhead politikai család, nevezetesen John Hollis Bankhead Sr. otthona , szerepel a történelmi helyek nemzeti nyilvántartásában

 William B. Bankhead otthona pedig jelenleg Bankhead House and Heritage Center néven működik . Szintén Jasperben, az Első Egyesült Metodista Egyház kiváló példája a XIX. század fordulójának Beaux Arts stílusának. A jasper-i Carl Elliott House Museum Carl Elliott kongresszusi képviselőt tünteti ki, aki 1949 és 1965 között az Egyesült Államok Képviselőházában dolgozott. Elliott 1990-ben megkapta az első John F. Kennedy Profile in Courage Award-díjat az egyenlő jogokért végzett munkájáért.